# Latana Sopa
Latana Iuta Sopa (ur. 2007) – zapaśnik z Samoa Amerykańskiego walczący w obu stylach. 
Wicemistrz miniigrzysk Pacyfiku w 2025. Srebrny i brązowy medalista mistrzostw Oceanii w 2025. Wygrał miniigrzyska Pacyfiku w zapasach plażowych i drugi na mistrzostwach Oceanii w 2025 roku.